# Szem

Az emberi szem

A szem tágabb értelemben olyan érzékszerv, amely a lehetséges ingerületek közül az elektromágneses sugárzás fény tartományának, a 200-tól 10 000 nanométerig terjedő spektrumának érzékelésére alkalmas. Az emberi szem ennek a tartománynak csak egy töredékét képes érzékelni. A szem a mai állatvilágban rendkívül sokféle lehet. Az evolúció során a legegyszerűbb fényérzékelő sejtek bonyolult képalkotó szervekké váltak egyes csoportokban. Fényérzékelésre a növények is képesek, de nem szem révén.

## A szem evolúciója

A szem evolúciójának egy útja, jelen esetben a gerincesek és a polipok kameraszemének kialakulása

A szemhez vezető fejlődés első lépése a fényérzékelő sejtek megjelenése. A legkezdetlegesebb egysejtűek esetében a sejtmembrán bármely részén, elszórva jelentkeznek fényérzékeny foltok. A következő lépésben ezek egy meghatározott területre koncentrálódnak, szemfoltot alkotva. Ez az aktívan helyet változtató egysejtűek esetén előnyös változás volt, mivel már megvolt a preferált haladási irányuk (az előre és a hátra megkülönböztethető). Ezek a szemfoltok még csak a sötétség és a fény érzékelésére, azaz a fénysugárzás intenzitásának felismerésére alkalmasak. A szemfoltok a mai állatoknál nemcsak egysejtűeknél, hanem igen bonyolult szerveződésű többsejtűeknél is léteznek, mint például a csalánozók. Ezek már fényérzékelésre specializálódott receptorsejtekből állnak. Ugyanakkor ha evolúciósan előnyös, a testszerte szétszórt fényérzékelő sejtek is megvannak magasan szervezett állatoknál. A földigiliszta-félék esetében például a test bármely részének felszínre kerülése igen veszélyes, ezért a hám teljes felszínén érzékeli a fényt.
A gödörszem úgy jött létre, hogy a fényérzékelő sejt besüllyedt egy hámgödörbe. Ennek talán védelmi okai voltak. Ezek a gödörszemek még alig jobb teljesítményűek, mint a szemfoltok. Ilyen szemük van a kagylóknak. Ha ez az érzéksejt pigmentsejt által alkotott gödörbe süllyed, akkor már irányérzékelésre is alkalmas. Ez a kehelyszem, vagy pigmentkehelyszem Ilyennel rendelkeznek az örvényférgek.
Ha a gödör szája beszűkül, csökken a fényerősség, de jelentősen növekszik az irányérzékelés képessége, valamint egyre inkább létrejön a camera obscura effektusa, vagyis a képlátás lehetősége. A képlátó szemek innentől két fő irányban fejlődtek ki. Az egyik rabdoméra, a másik ciliata sejtekkel, azaz a felület növelését redőzöttséggel vagy csillós kitüremkedésekkel oldották meg. Az előbbi a rovarok iránya, az utóbbi a gerinceseké. A rabdomérák az elsődleges fényérzékelők, míg a csillós sejtek helye a gerincteleneknél az idegdúcban van. A gerinceseknél a csillós sejtekból alakultak ki a fényérzékelő felületet beborító csapok és pálcikák. Már 600 millió éves bizonyíték is van arra, hogy a soksertéjű férgek rendelkeztek az idegdúcban csillós sejtekkel.
A rovarok összetett szeme sok kehelyszem együttese, ahol a gödör száját már lezárja egy fényáteresztő felület, amely lencseként viselkedik. Az összetett szem által alkotott képet az idegrendszer hozza létre, az egyes gödrök által érzékelt fényfoltok mozaikszerűen egyesített összességéből. A másik fejlődési vonal a hólyagszem, amilyennel a puhatestűek közül a fejlábúak, valamint minden gerinces rendelkezik. A hólyagszem e két, egymástól elkülönülten fejlődő állatcsoportnál független, konvergens evolúció révén alakult ki. A Nautilus még nem rendelkezik szemlencsével, de a nyolc- és tízkarú polipoknál már a nyílást lezáró hámból, ami a legkorábbi védőréteg utódja, lencse is kialakult.
A fejlett lencsés szem kialakulása egy egyszerű szemfoltból Nilsson és Pelger legpesszimistább becslése szerint is mintegy 650 000 generáció alatt végbemehetett, ami evolúciós léptékben gyors folyamatnak tekinthető.

## A szemek sokfélesége

### Képtár

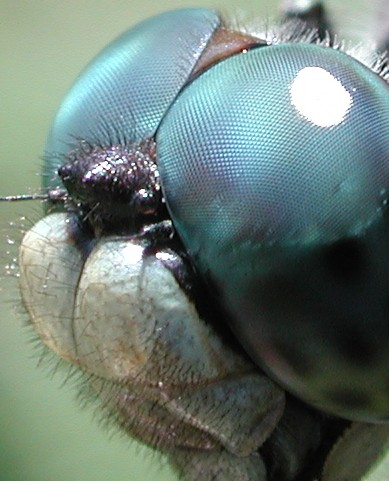
A szitakötő összetett szeme
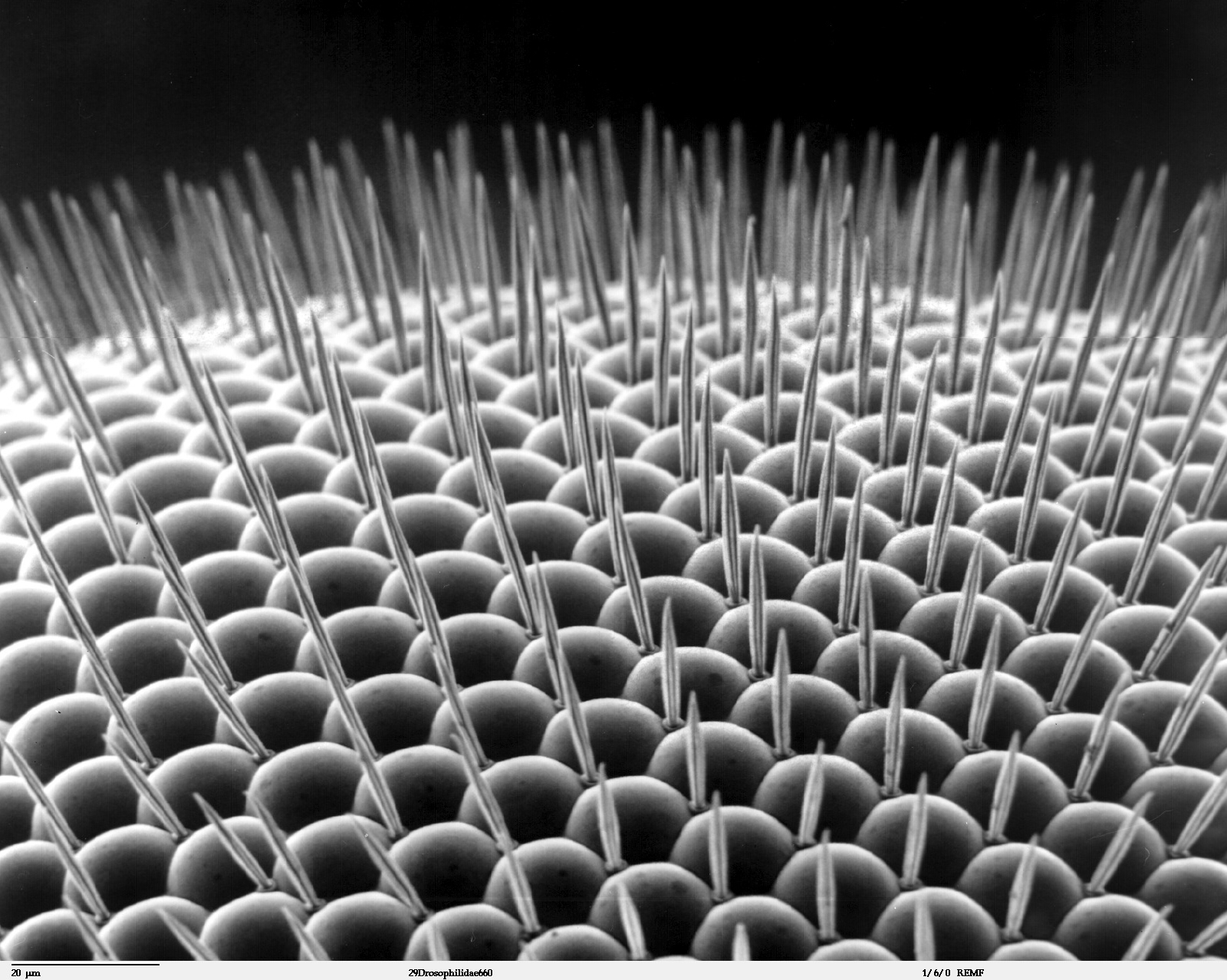
Az ecetmuslica összetett szeme (PEM felvétel)
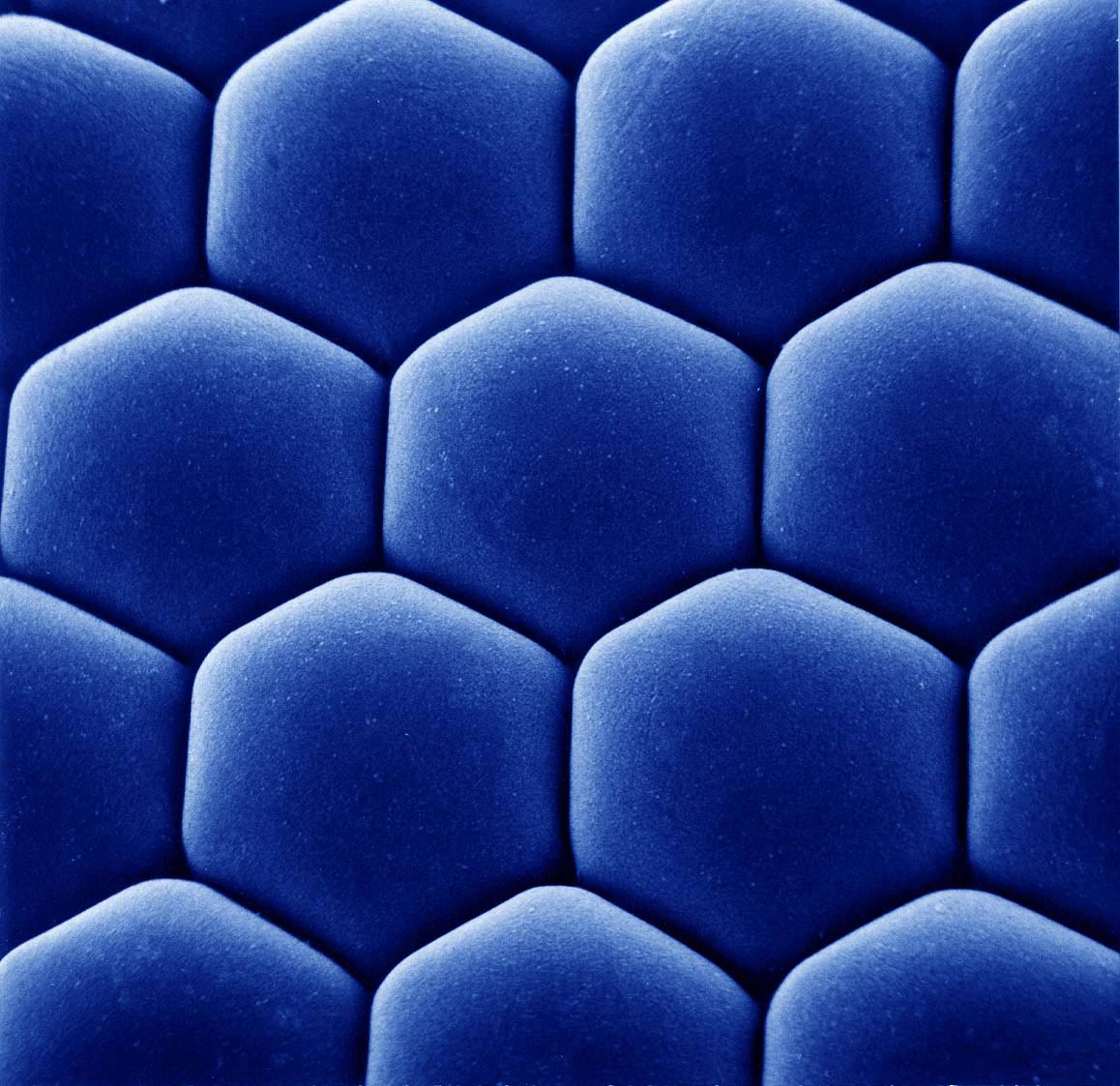
Az antarktiszi krill összetett szeme (PEM felvétel)
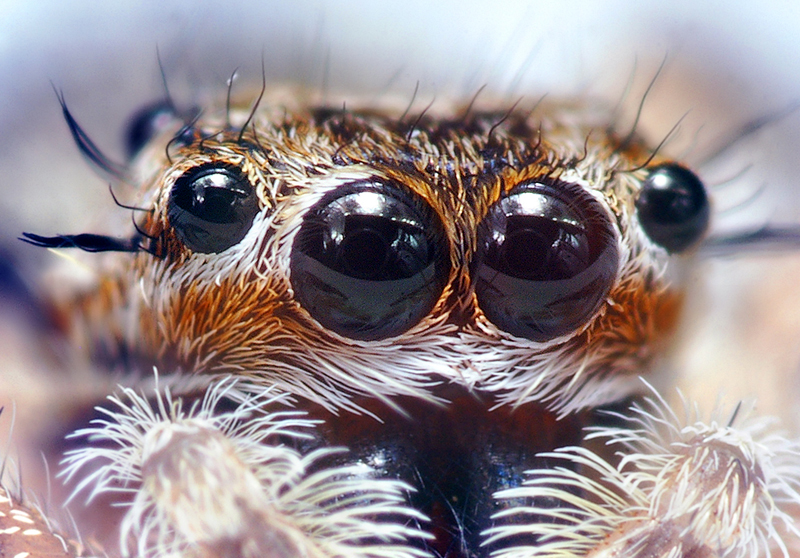
Ugrópók többszörös szeme
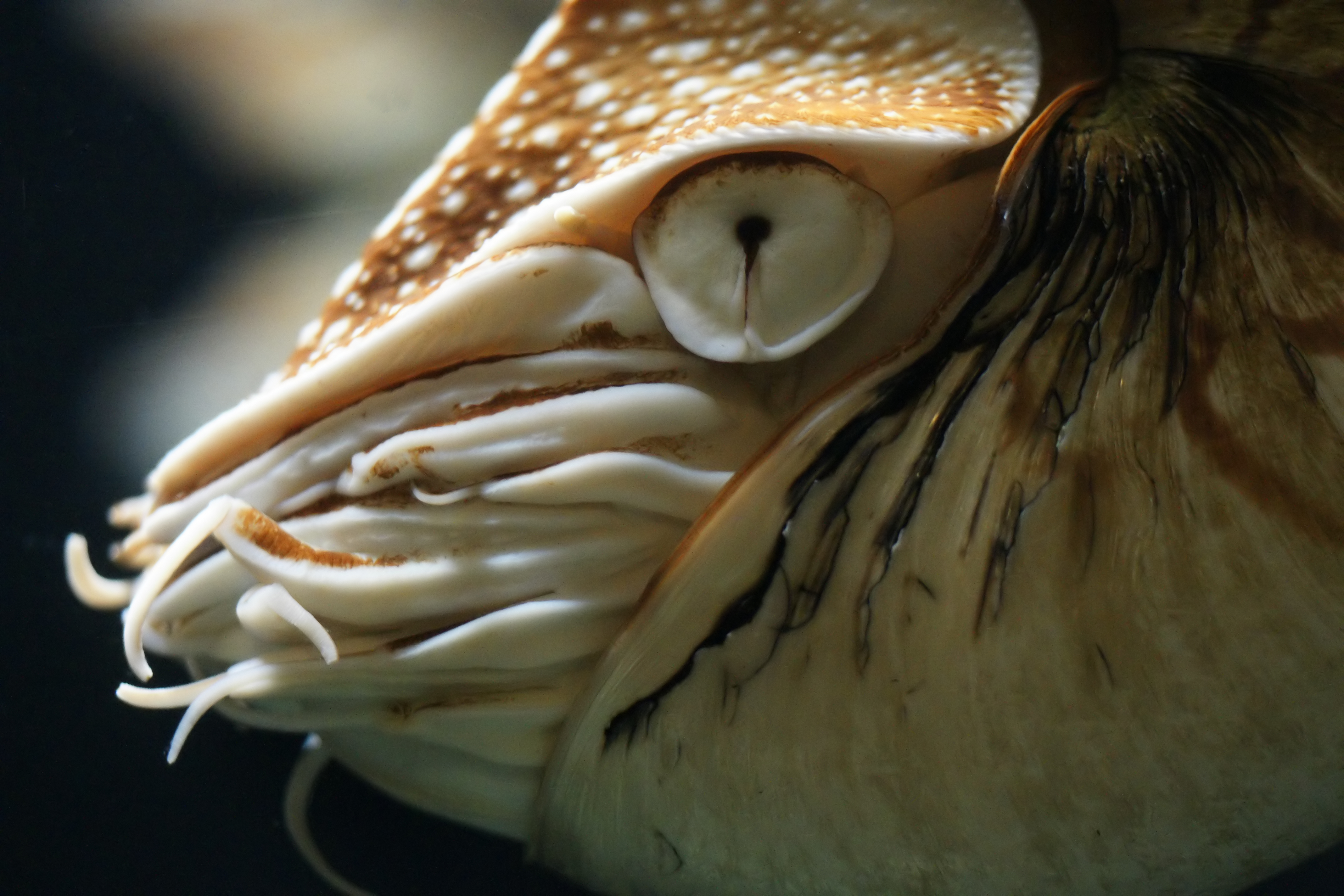
A nautiluszok kulcslyuk formájú szeme
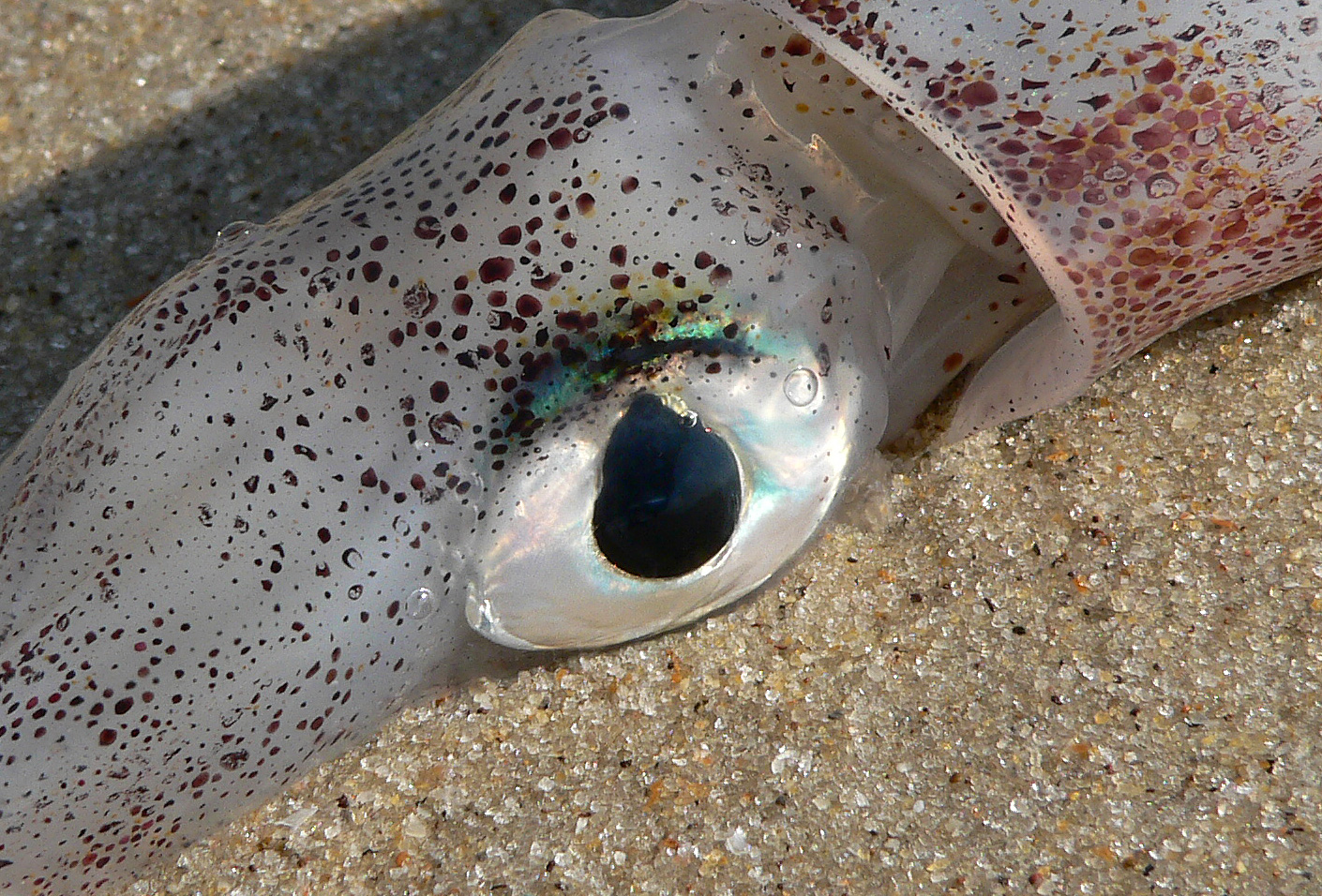
A tintahal szeme
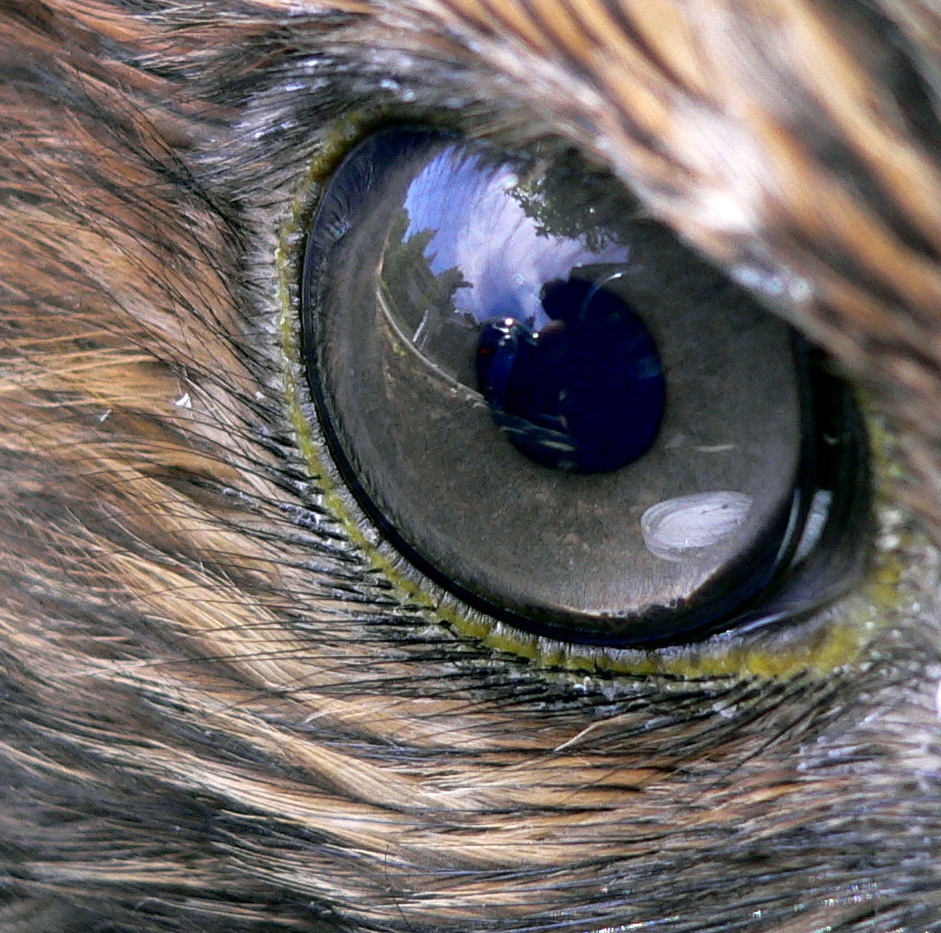
A héja szeme
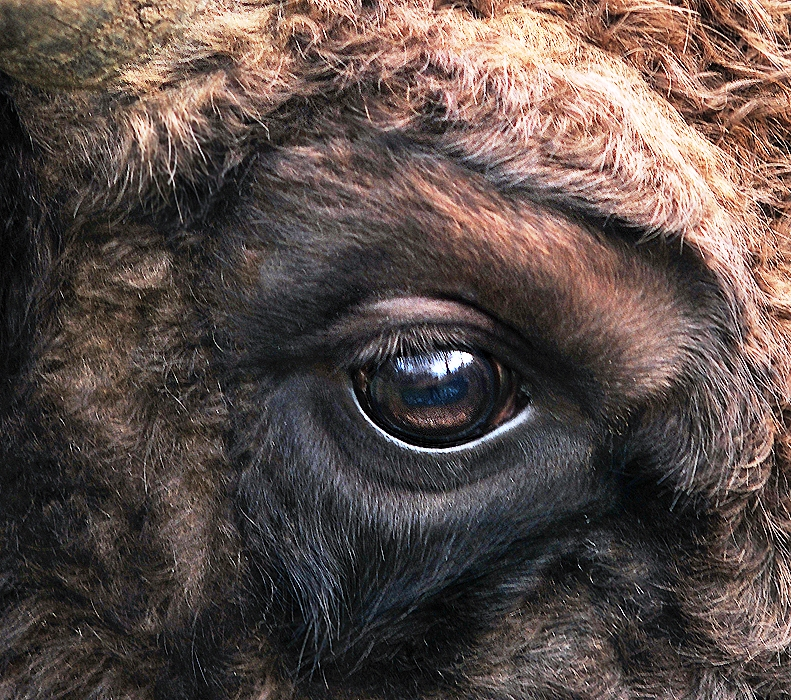
Az európai bölény szeme
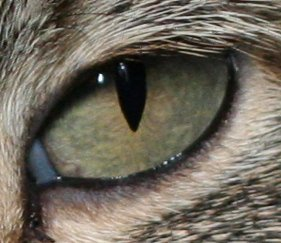
A házi macska szeme
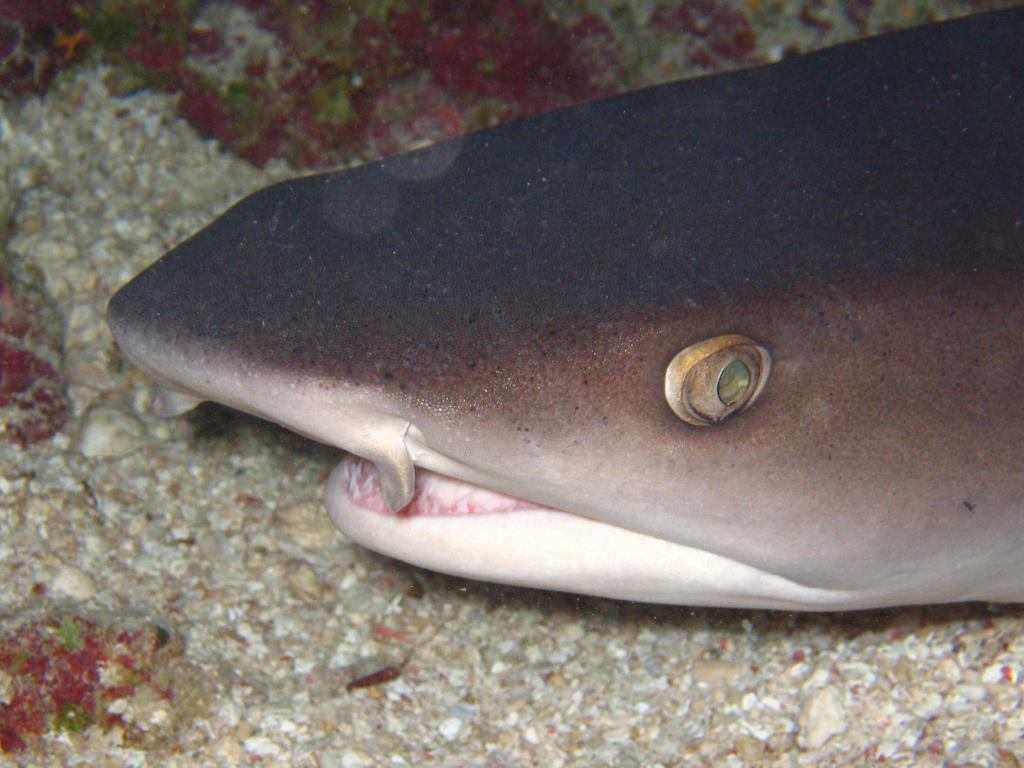
A cápák szeme a pislogóhártyás szem
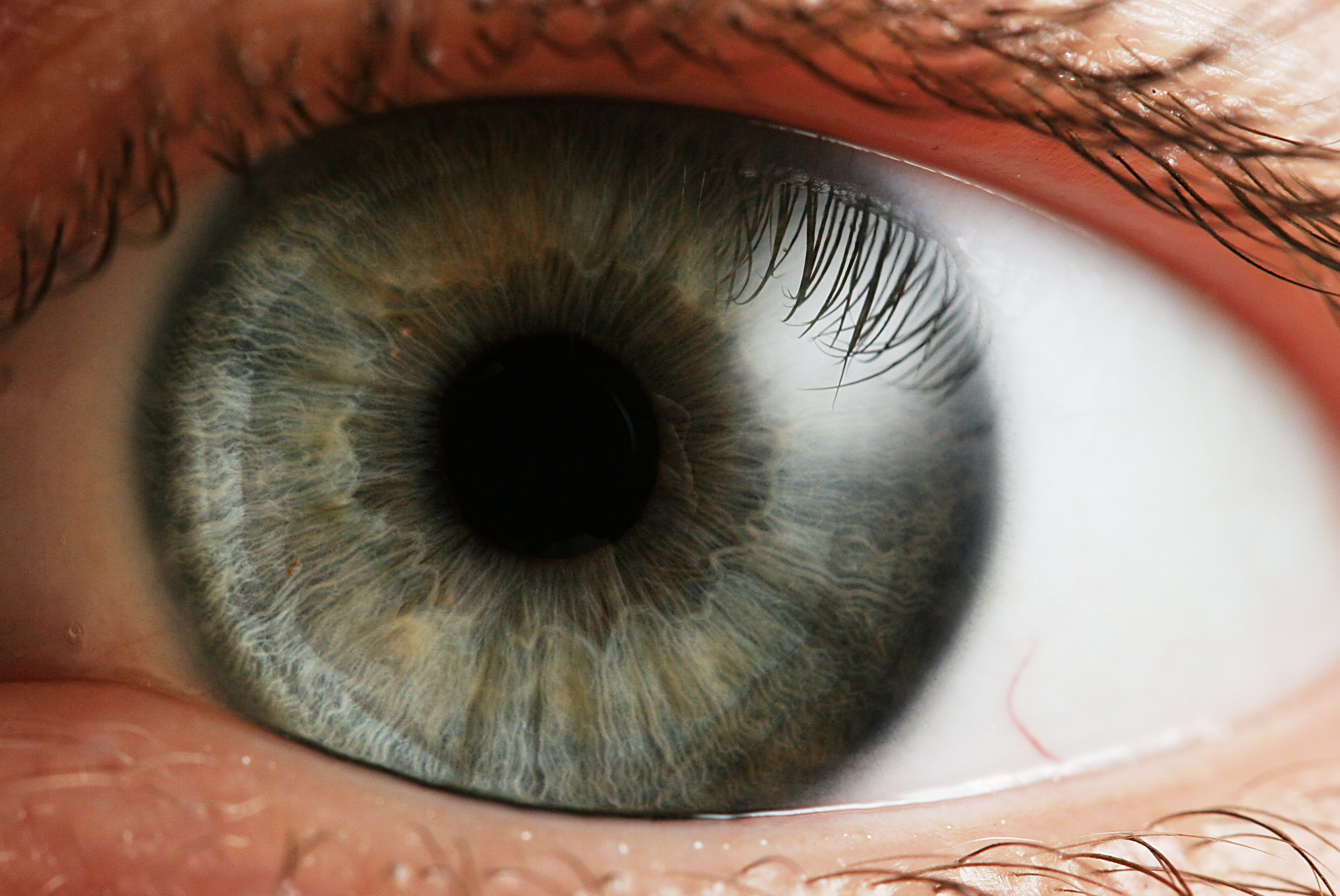
Az emberi szem